# Edo Maajka
Edo Maajka, pseudonimo di Edo Osmić (Brčko, 22 dicembre 1978), è un rapper, cantautore e produttore discografico bosniaco.
Ha fatto parte del gruppo Disciplinska komisija con Frenkie.

## Discografia
Album in studio
- 2002 – Slušaj mater
- 2004 – No sikiriki
- 2006 – Stig'o ćumur
- 2008 – Balkansko a naše
- 2012 – Štrajk mozga
- 2018 – Put u plus
- 2022 – Moćno

Raccolte
- 2010 – Spomen ploča 2002-2009